# Corte Africana de Derechos Humanos y de los Pueblos

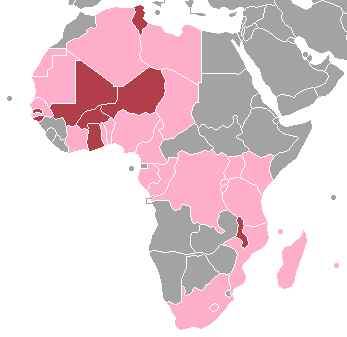
Mapa con los Miembros de la Corte Africana de Derechos Humanos y de los Pueblos.

La Corte Africana de Derechos Humanos y de los Pueblos es un tribunal de índole regional cuya competencia se extiende a los Estados de la Unión Africana de acuerdo con la Carta Africana de Derechos Humanos y de los Pueblos. La Asamblea de la Unión Africana acordó en 2004 su fusión con la Corte Africana de Justicia.
La Corte está situada en Arusha, en Tanzania. Ciudad que también fue la sede elegida en 1996 para el Tribunal Penal Internacional para Ruanda.
El 22 de enero de 2006, en la Octava Sesión Ordinaria del Consejo Ejecutivo de la Unión Africana se eligieron los once miembros de la Corte, que se reunió por primera vez entre el 2 y el 5 de julio de 2006. 

## Composición
Actualmente , los jueces que componen la Corte son:
- Augustino S.L. Ramadhani, Presidente (Tanzania)
- Elsie Nwanwuri Thompson, Vice Presidenta, (Nigeria)
- Gerard Niyungeko (Burundi)
- Fatsah Ouguergouz (Argelia)
- Duncan Tambala (Malawi)
- Sylvain Ore (Costa de Marfil)
- El Hadji Guissé (Senegal)
- Justice Ben Kioko (Kenia)
- Rafaa Ben Achour (Túnez)
- Solomy Balungi Bossa (Uganda)
- Ângelo Vasco Matusse (Mozambique)

Debemos destacar que la efectividad de la Corte dependerá en gran medida de la voluntad política de los gobiernos africanos para acatar y cumplir las sentencias dictadas por la misma. Si bien, las decisiones emanadas del TADHP son obligatorias y se ha logrado establecer un mecanismo represivo a través del cual el Consejo ejecutivo de la UA es el órgano encargado de hacer cumplir las resoluciones, en última instancia dicho organismo actúa en nombre de la Asamblea de Jefes de Estado y de Gobierno de la UA, por lo que dependerá de la voluntad política de esta institución hacer efectiva los pronunciamientos de la Corte.
A ello hay que añadirle el caos institucional existente. Se intentara explicar de forma resumida. Junto al Tribunal Africano de Derechos Humanos y de los Pueblos se aprobó en 2003 el Protocolo por el que se crea un Tribunal de Justicia de la Unión Africana entrando en vigor en 2009. No obstante dicho Tribunal no se encuentra actualmente operativo y probablemente nunca lo esté, pues los Jefes de Estado y de Gobierno de la UA acordaron en 2004 la fusión de este Tribunal con el Tribunal Africano de Derechos Humanos y de los Pueblos dando lugar al Tribunal Africano de Justicia y Derechos Humanos. El Protocolo por el que se crea este Tribunal refundido, el Protocolo del Estatuto de la Corte Africana de Justicia y Derechos Humanos, requiere para su entrada en vigor 15 ratificaciones, y actualmente solo ha sido ratificado por 5 Estados.
El caos institucional no se queda ahí. En 2014 tuvo lugar la aprobación de un nuevo Protocolo (Protocolo de Reforma del Protocolo del Estatuto de la Corte Africana de Justicia y Derechos Humanos o Protocolo de Malabo) por el que se le atribuye competencia penal al Tribunal refundado y se modifica el nombre del mismo, pasándose a denominar Tribunal Africano de Justicia y Derechos Humanos y de los Pueblos (TAJDHP). Para su entrada en vigor se requieren 15 ratificaciones y en la fecha de redacción de este artículo ningún Estado había dado el primer paso. Dicho Protocolo ha generado acervadas críticas por una parte de la comunidad científica en tanto que otorga inmunidad a los Jefes de Estado y de Gobierno y mantiene un inaudito mutismo en su relación con la Corte Penal Internacional (CPI), más teniendo en cuenta que 33 Estados Africanos miembros de la UA son a su vez Estados parte en la CPI.
No obstante, como hemos sido testigos en estas líneas, en la Unión Africana la creación de instituciones, la atribución de competencias y los procesos de reforma no se caracterizan por su celeridad, por lo que hay tiempo para replantear la relación con la CPI y no tirar por la borda todos los progresos que en el ámbito de los derechos humanos se han llevado a cabo. Así pues, debemos insistir en que actualmente solo se encuentra en vigor el Tribunal Africano de Derechos Humanos y de los Pueblos (TADHP) y esperamos que durante los previsibles siguientes años los puntos más controvertidos del Protocolo de Malabo sean modificados o modulados.